# Bella Vista, Libres
Bella Vista är en ort i Mexiko.   Den ligger i kommunen Libres och delstaten Puebla, i den sydöstra delen av landet, 140 km öster om huvudstaden Mexico City. Bella Vista ligger 2 904 meter över havet och antalet invånare är 327.
Terrängen runt Bella Vista är lite bergig. Runt Bella Vista är det ganska tätbefolkat, med 70 invånare per kvadratkilometer. Närmaste större samhälle är Libres, 10,8 km sydost om Bella Vista. I omgivningarna runt Bella Vista växer i huvudsak blandskog.